# 268工程
268工程（俄語：Объект 268）是一款蘇聯的驅逐戰車，然而從未投入量產。

## 發展歷史
268工程是蘇聯重型驅逐戰車的開發項目。開發工作由第172號工廠（莫托維利凱工廠，Мотовилихинские заводы）完成；該工廠於1954年8月完成設計草圖。1955年3月13日，蘇聯部長會議特別要求該工廠建造出一輛268工程的原型車。 為此，第172號工廠又趕在1955年12月前開發出專為該車設計的152毫米M-64主炮。
1956年時，該車才獲得268工程的代號。
268工程後來通過實地測試。在構想中，這款驅逐戰車將能有效打擊諸如英國酋長式坦克及美國M60巴頓坦克等西方國家的主力戰車。 然而由於後來經過評估，268工程的實戰效能不高，因此投產計畫被取消，開發工作也隨之終止。

## 概述

### 防護
268工程使用焊接裝甲。乘員戰鬥艙周圍皆有裝甲保護。若有維修上的需求，268工程的底部裝甲是可以被移除的。
268工程的車頂上裝有14.5毫米重機槍以及測距儀。
268工程的車體尾端設有附加燃料槽，共可容納150公升的額外燃料。此外，車內亦設有其他燃料槽：車體前方有一個90公升的燃料槽，車體後方有兩個各185公升的燃料槽。

### 武裝
268工程的主要武裝為一門152毫米M-64加農炮。為了減少大口徑主炮強大的後座行程，主炮尾端裝有雙室炮口制動器。另外，為了避免射擊後炮管內的有毒氣體侵入乘員戰鬥艙內，主炮上亦裝有獨立空氣濾清機。M-64加農炮的彈道明顯比ISU-152突擊炮主炮的彈道來得穩定。車內可攜帶35發主炮彈藥。
268工程有一挺14.5毫米口徑KPV重機槍作為輔助武器，備彈500發。

### 光學系統
268工程配備了TS-2A瞄準鏡。車頂上裝有TCD-09測距儀。

### 動力組件
268工程使用V-12-5柴油引擎，於每分鐘2100轉時可輸出700匹馬力。.
268工程使用行星齒輪傳動輪，可提供8個前進檔與2個倒退檔。

### 車體
268工程使用T-10重型戰車的底盤。

## 現存的268工程
目前尚有一輛268工程被保存於庫賓卡戰車博物館。

圖集

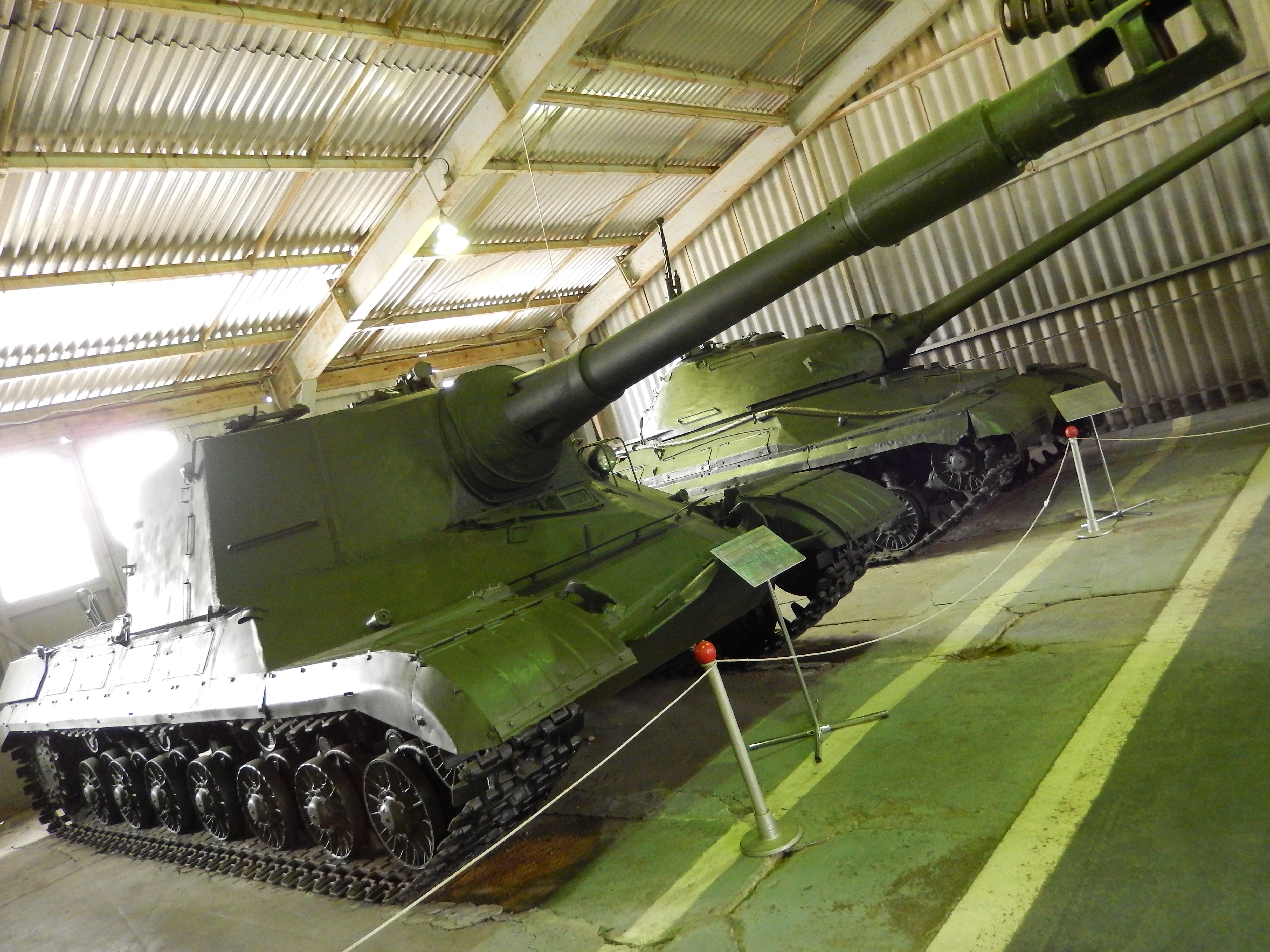
在庫賓卡戰車博物館內的268工程
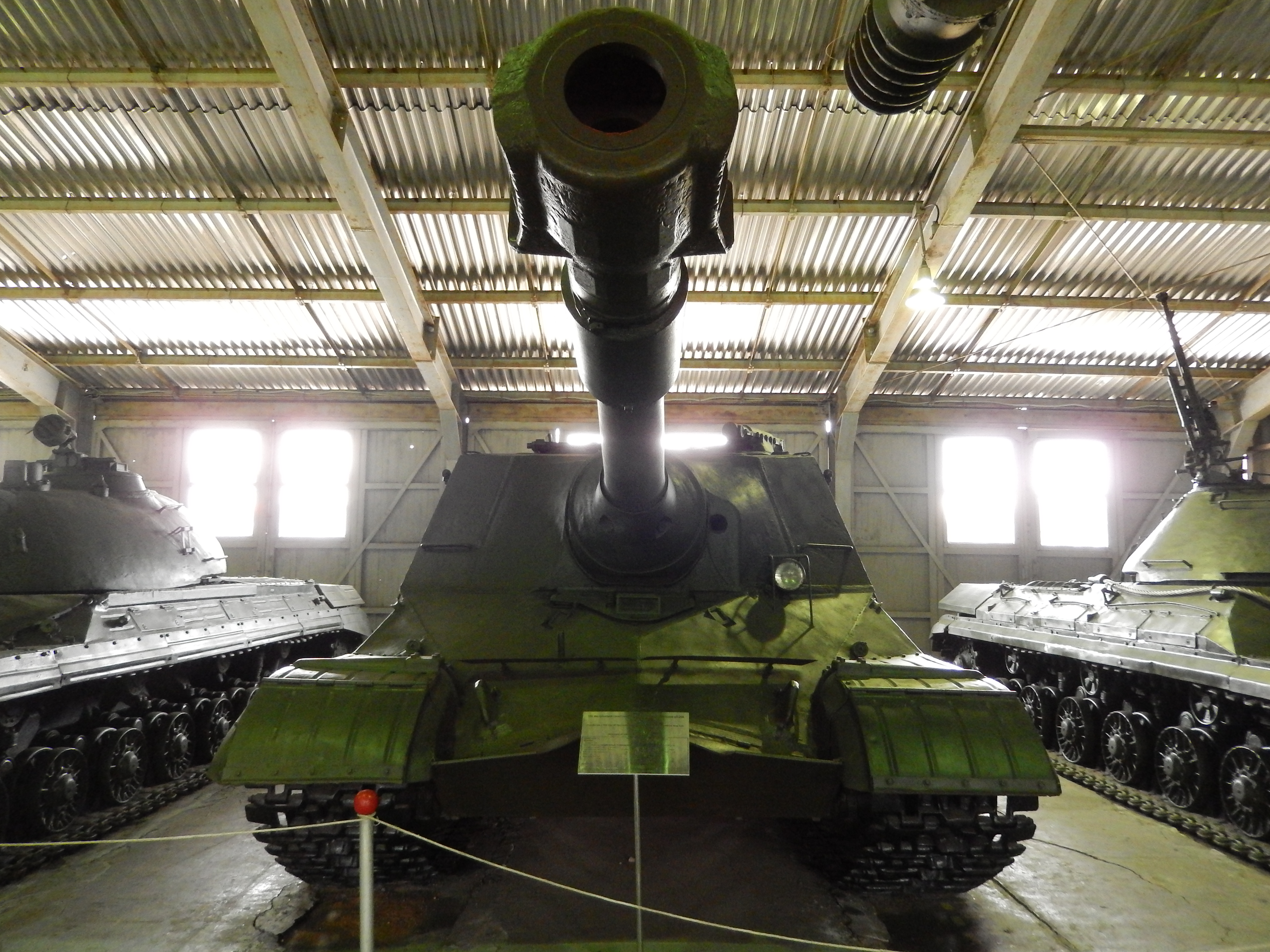
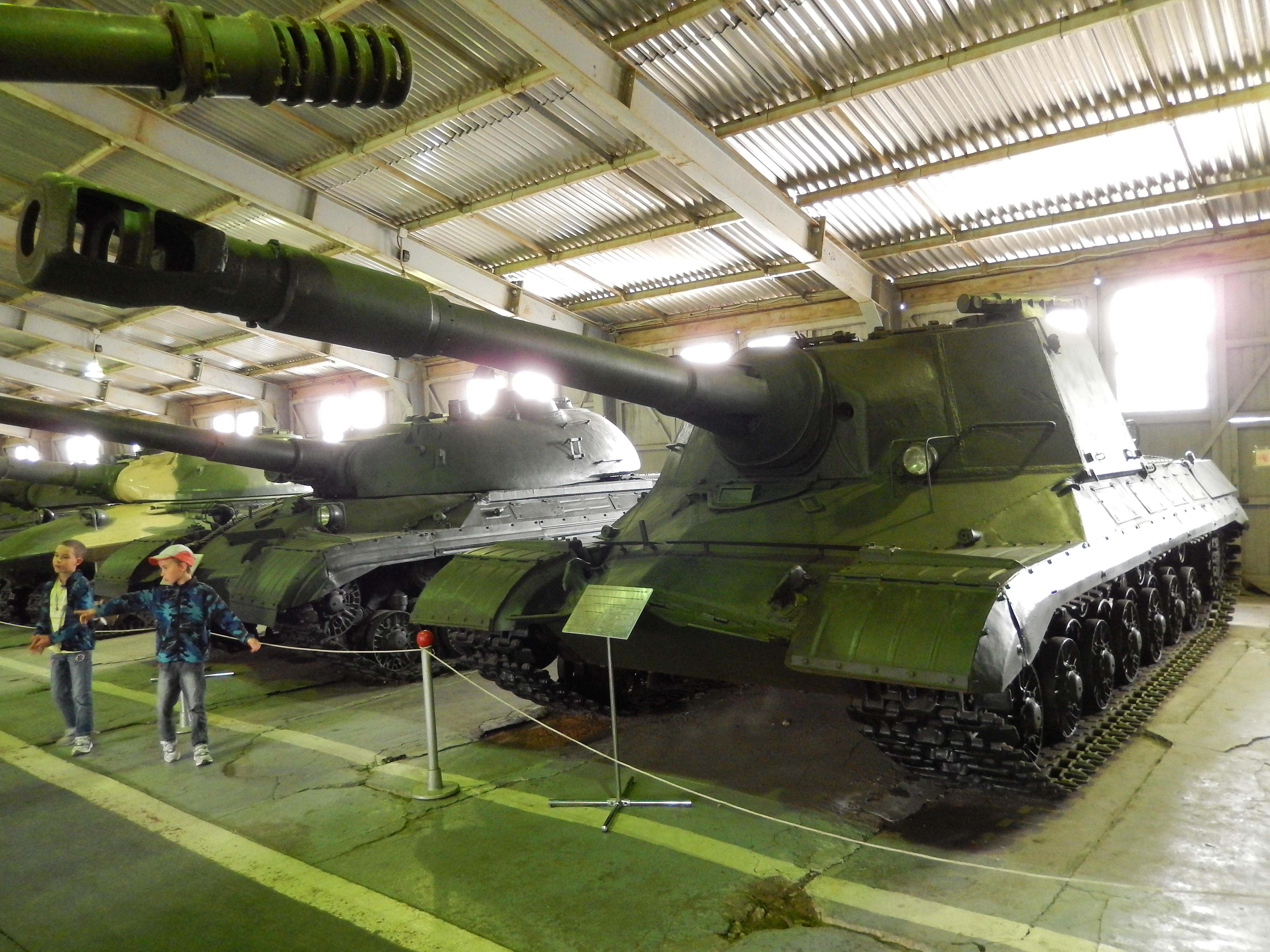